# Aventurile lui Batman

Imagine promoţională a serialului

Aventurile lui Batman (engleză: The Adventures of Batman) este un serial animat produs de studiourile Filmation ale lui Lou Schiemer în 1967-1968. Punând în calcul personajele și muzica dramatică intensă, această versiune a lui Batman dădea o impresie și o trăire sufletească profundă--față de desenele obișnuite de astăzi. Culorile erau puternice și pătrunzătoare chiar dacă animația era puțin rigidă și reprezentativă pe alocuri. Olan Soule îl interpreta pe Batman și este probabil cel mai cunoscut pentru munca sa la acest show, și la multe alte animații create de Filmation. Casey Kasem, vestitul crainic radio din anii '80, era vocea lui Robin Băiatul Minune. Show-ul avea 12 minute, câteodată întrerupt de vreun alt desen animat din linia de supereroi de la Filmation.